# Ernest George Henham

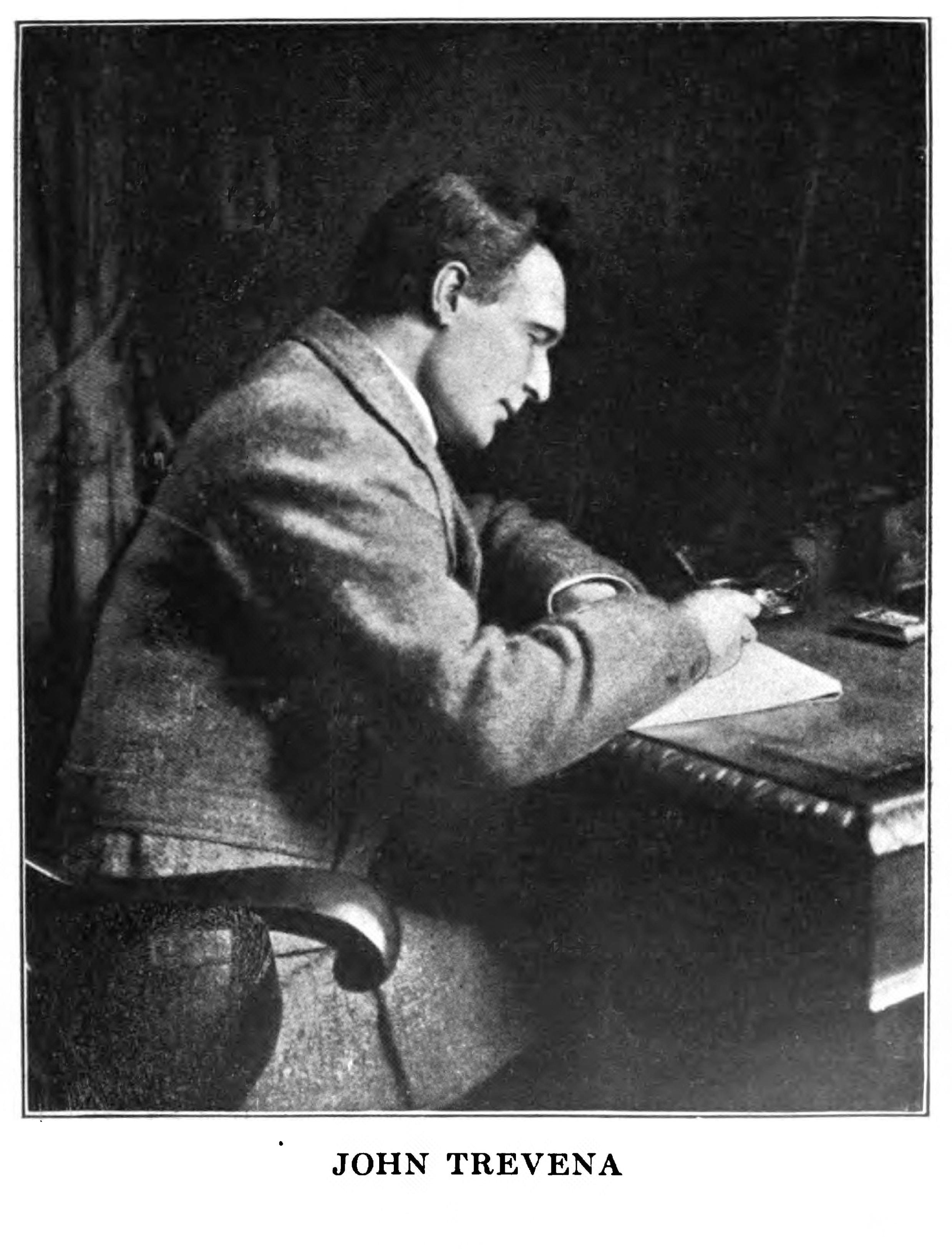
John Trevena

Ernest George Henham, född 1870, död 1946, var en brittisk författare.
Henham har under pseudonymen John Trevena skrivit bondeskildringar från Dartmoorbygden i Devonshire, såsom trilogin Furze the cruel (1907), Heather (1908) och Granite (1909).